# Alliance of Motion Picture and Television Producers
Alliance of Motion Picture and Television Producers (ofte forkortet AMPTP) er repræsentant for over 350 amerikanske filmproducenter og -studier. I 2007 og 2008 var de oppositionen til Writers Guild of America-fraktionerne i forfatterstrejken i Hollywood.
| Forening eller organisation | Spire Denne artikel om en forening eller organisation er en spire som bør udbygges. Du er velkommen til at hjælpe Wikipedia ved at udvide den. |